# Церковь Святых Петра и Павла (Гожа)
Церковь Святых Петра и Павла (бел. Касцёл Святых Пятра і Паўла) — католический храм в агрогородке Гожа, Гродненская область, Белоруссия. Относится к деканату Гродно-запад Гродненского диоцеза. Памятник архитектуры в стиле неоготика, построен в 1862—1865 годах. Включён в Государственный список историко-культурных ценностей Республики Беларусь.

## История
В 1494 году в Оже (название села до 1785 года) был основан католический приход, построен деревянный костёл.
Во время шведского потопа в середине XVII века костёл и местечко были полностью разрушены. В конце того же столетия Ожа была заново выстроена, но немного в стороне от прежнего места, на правом берегу реки Гожанки. Костёл был также возведен на новом месте, в нём хранилась икона, почитавшаяся чудотворной (сохранилась до наших дней).
В 1862 году в деревне был выстроен каменный неоготический храм апостолов Петра и Павла на месте прежнего деревянного. В Первую мировую войну деревня сильно пострадала от обстрелов кайзеровских войск, однако костёл уцелел.
Рядом с храмом в XIX веке было построено здание плебании, сохранившееся до наших дней.
В советское время не закрывался. При храме действует приходской музей.

## Архитектура
Петропавловский храм — прямоугольный в плане. Главный фасад обрамлён двумя восьмиугольными башнями с шатровыми завершениями. Основной объём здания накрыт двускатной крышей, алтарная часть — вальмовой. Стены прорезаны стрельчатыми оконными проёмами, декорированы пилястрами, поясками, карнизами, нишами. Колористическое решение здания достигается сочетанием фактурной кладки стен цвета естественного камня и белых, оштукатуренных элементов архитектурного декора.
Интерьер зального типа. Шесть квадратных в плане колонн делят пространство на три нефа. Центральный неф вдвое шире боковых. Главная ценность в интерьере храма — икона Богородицы, известная с XVI века